# Vuelta a España 2024/12. Etappe
Die 12. Etappe der Vuelta a España 2024 fand am 29. August 2024 statt. Sie endete mit der vierten Bergankunft der 79. Austragung des spanischen Etappenrennens. Der Start erfolgte in Ourense, ehe es über 137,4 Kilometer zur Estación de Montaña de Manzaneda ging, wo sich das Ziel auf einer Höhe von 1488 Metern befand. Nach der Etappe hatten die Fahrer 1910,6 Kilometer absolviert, was 57,87 % der Gesamtdistanz entspricht.
Den Etappensieg sicherte sich der Spanier Pablo Castrillo (Equipo Kern Pharma), der sich im Schlussanstieg rund zehn Kilometer vor dem Ziel von der Ausreißergruppe absetzen konnte. Er gewann dir Etappe mit einem Vorsprung von acht Sekunden vor Max Poole (Team dsm-firmenich PostNL) und 16 Sekunden vor Marc Soler (UAE Team Emirates). Ben O’Connor (Decathlon AG2R La Mondiale Team) verteidigte das Rote Trikot.

## Streckenverlauf
Nach dem offiziellen Start führte die Strecke leicht ansteigend nach Maceda, ehe es großteils flach über Esgos nach Luintra ging. Nahe des Sil führte die Strecke weiter in Richtung Osten, bevor es von Parada de Sil nach Vilariño Frío ging. Kurz nach Castro Caldelas erreichten die Fahrer Sas de Penelas, wo bei Kilometer 101,1 der einzige Zwischensprint am Ende einer kurzen, flachen Steigung abgenommen wurde. Hier wurden zudem auch Bonussekunden vergeben. Auf der OU-536 ging es nun leicht abschüssig nach A Pobra de Trives, wo der Schlussanstieg zur Estación de Montaña de Manzaneda begann.
Die Auffahrt zur Estación de Montaña de Manzaneda war 15,4 Kilometer lang und wies eine durchschnittliche Steigung von 4,7 % auf. Die ersten acht Kilometer verliefen auf der OU-0703 die bei teils geringen Steigungsprozenten von weniger als 5 % in Richtung Westen führte. Im Anschluss bogen die Fahrer links auf die OUR-CV-652 ab, wo die Steigungsprozente anfangs deutlich zunahmen und Kilometerschnitte von mehr als 6 % erreicht wurden. Rund vier Kilometer vor dem Ziel folgte ein flacher Kilometer, ehe die höchsten Steigungsprozente von maximal 12 % auf den letzten beiden Kilometern erreicht wurden. Im Ziel wurde auf einer Höhe von 1488 Metern eine Bergwertung der 1. Kategorie abgenommen.
|                            | Ort                              | Kilometer | Länge (km) | Höhe (m) | Ø Steigung | max. Steigung |
| -------------------------- | -------------------------------- | --------- | ---------- | -------- | ---------- | ------------- |
| neutralisierter Start      | Ourense                          | -3,8      |            |          |            |               |
| offizieller Start          | OU-536                           | 0         |            |          |            |               |
| Zwischensprint             | Sas de Penelas                   | 101,1     |            |          |            |               |
| Bonussprint                | Sas de Penelas                   | 101,1     |            |          |            |               |
| Bergwertung (1. Kategorie) | Estación de Montaña de Manzaneda | 137,4     | 15,4       | 1488     | 4,7 %      | 12 %          |
| Ziel                       | Estación de Montaña de Manzaneda | 137,4     |            |          |            |               |

## Rennverlauf
Mit Lennert Van Eetvelt (Lotto Dstny) ging ein Fahrer nicht an den Start der 12. Etappe. Nach rund 30 Kilometern setzten sich mit Harold Tejada (Astana Qazaqstan), Óscar Rodríguez (Ineos Grenadiers), Louis Meintjes (Intermarché-Wanty), Max Poole (dsm-firmenich PostNL), Mauri Vansevenant (Soudal Quick-Step), Carlos Verona (Lidl-Trek), Marc Soler (UAE Team Emirates), Pablo Castrillo (Kern Pharma) und Mauro Schmid (Jayco AlUla) neun Fahrer vom Hauptfeld ab. Zunächst versuchten jedoch weitere Fahrer zu der Spitzengruppe aufzuschließen, wobei sich zwischenzeitlich eine 14 Fahrer umfassende Verfolgergruppe löste, und er auch Wout van Aert (Visma-Lease a Bike) und Kaden Groves (Alpecin-Deceuninck) vertreten waren. Einzig der Ecuadorianer Jhonatan Narváez (Ineos Grenadiers) schaffte jedoch rund 90 Kilometer vor dem Ziel den Sprung in die Spitzengruppe. Dahinter versuchten Michael Woods (Israel-Premier Tech) und Laurens Huys (Arkéa-B&B Hotels) ebenfalls die Lücke zu schließen, was ihnen jedoch nicht gelang.
Nachdem sich die Rennsituation beruhigt hatte, konnten die Ausreißer einen maximalen Vorsprung von mehr als zehn Minuten herausfahren. Beim Zwischensprint in Sas de Penelas setzte sich Mauri Vansevenant durch, wobei er sich vor Carlos Verona und Harold Tejada auch die meisten Zeitbonifikationen sicherte.
Im Schlussanstieg griff Marc Soler als erster Fahrer rund 13 Kilometer vor dem Ziel an. Er konnte sich jedoch nicht absetzen und Carlos Verona lancierte einen Konter, wobei er eine kleine Lücke herausfahren konnte. Nachdem der Spanier eingeholt worden war, griff er erneut an, wobei er sich diesmal nicht langfristig lösen konnte. Die entscheidende Attacke erfolgte durch Pablo Castrillo rund zehn Kilometer vor dem Ziel. Der 23-jähirge Spanier fuhr eine kleine Lücke heraus und baute seinen Vorsprung im Anschluss auf eine halbe Minute aus. Er gewann die Etappe mit einem Vorsprung von acht Sekunden vor Max Poole und sorgte somit für den ersten Vuelta a Espana-Etappensieg seiner spanischen Kern Pharma-Mannschaft. zudem war es der erste spanische Tagessieg im Rahmen der 79. Austragung. Platz drei ging an Marc Soler, der einen Rückstand von 16 Sekunden aufwies. Im Hauptfeld, das einen Rückstand von rund sechseinhalb Minuten aufwies, kam es im großteils flachen Schlussanstieg zu keinen nennenswerten Ereignissen.
Ben O’Connor (Decathlon AG2R La Mondiale) verteidigte das Rote Trikot und lag nach wie vor drei Minuten und 16 Sekunden vor Primož Roglič (Red Bull–Bora–Hansgrohe). Dahinter folgte weiterhin Enric Mas (Movistar) mit einem Rückstand von drei Minuten und 58 Sekunden. Carlos Rodríguez (Ineos Grenadiers) verteidigte als Gesamtsechster die Führung in der Nachwuchswertung. Sowohl in der Punkte- als auch in der Bergwertung kam es zu keinen nennenswerten Veränderungen, wobei Wout van Aert (Visma-Lease a Bike) bzw. Adam Yates (UAE Team Emirates) weiterhin die Sonderwertungen anführten. In der Mannschaftswertung behauptete das UAE Team Emirates seine Führung, während der Etappensieger Pablo Castrillo zum aktivsten Fahrer gewählt wurde. Neben dem nicht gestarteten Lennert Van Eetvelt gab auch Kevin Geniets (Groupama-FDJ) die Rundfahrt auf, womit noch 153 Fahrer im Rennen verblieben.

## Ergebnis
| \| Etappenergebnis \| Etappenergebnis \| Etappenergebnis \| Etappenergebnis \| Etappenergebnis \| \| Fahrer \| Fahrer \| Land \| Team \| Zeit \| \| --------------- \| ----------------- \| ---------------------- \| ------------------------- \| --------------- \| \| 1. \| Pablo Castrillo \| Spanien \| Equipo Kern Pharma \| 3 h 36 min 12 s \| \| 2. \| Max Poole \| Vereinigtes Königreich \| Team dsm-firmenich PostNL \| + 8 s \| \| 3. \| Marc Soler \| Spanien \| UAE Team Emirates \| + 16 s \| \| 4. \| Mauro Schmid \| Schweiz \| Team Jayco AlUla \| + 23 s \| \| 5. \| Jhonatan Narváez \| Ecuador \| Ineos Grenadiers \| + 34 s \| \| 6. \| Mauri Vansevenant \| Belgien \| Soudal Quick-Step \| + 40 s \| \| 7. \| Harold Tejada \| Kolumbien \| Astana Qazaqstan Team \| + 49 s \| \| 8. \| Carlos Verona \| Spanien \| Lidl-Trek \| + 1 min 03 s \| \| 9. \| Louis Meintjes \| Südarfika \| Intermarché-Wanty \| + 1 min 14 s \| \| 10. \| Óscar Rodríguez \| Spanien \| Ineos Grenadiers \| + 1 min 52 s \| |                   |                        |                           |                 |
| |                   |                        |                           |                 |
| Quelle: ProCyclingStats |                   |                        |                           |                 |
| Etappenergebnis |                   |                        |                           |                 |
| Fahrer | Fahrer            | Land                   | Team                      | Zeit            |
| 1. | Pablo Castrillo   | Spanien                | Equipo Kern Pharma        | 3 h 36 min 12 s |
| 2. | Max Poole         | Vereinigtes Königreich | Team dsm-firmenich PostNL | + 8 s           |
| 3. | Marc Soler        | Spanien                | UAE Team Emirates         | + 16 s          |
| 4. | Mauro Schmid      | Schweiz                | Team Jayco AlUla          | + 23 s          |
| 5. | Jhonatan Narváez  | Ecuador                | Ineos Grenadiers          | + 34 s          |
| 6. | Mauri Vansevenant | Belgien                | Soudal Quick-Step         | + 40 s          |
| 7. | Harold Tejada     | Kolumbien              | Astana Qazaqstan Team     | + 49 s          |
| 8. | Carlos Verona     | Spanien                | Lidl-Trek                 | + 1 min 03 s    |
| 9. | Louis Meintjes    | Südarfika              | Intermarché-Wanty         | + 1 min 14 s    |
| 10. | Óscar Rodríguez   | Spanien                | Ineos Grenadiers          | + 1 min 52 s    |

## Gesamtstände
| \| Gesamtwertung \| Gesamtwertung \| Gesamtwertung \| Gesamtwertung \| Gesamtwertung \| \| Fahrer \| Fahrer \| Land \| Team \| Zeit \| \| ------------- \| ---------------- \| ---------------------- \| -------------------------- \| ---------------- \| \| 1. \| Ben O’Connor \| Australien \| Decathlon-AG2R La Mondiale \| 47 h 37 min 35 s \| \| 2. \| Primož Roglič \| Slowenien \| Red Bull-Bora-Hansgrohe \| + 3 min 16 s \| \| 3. \| Enric Mas \| Spanien \| Movistar Team \| + 3 min 58 s \| \| 4. \| Richard Carapaz \| Ecuador \| EF Education-EasyPost \| + 4 min 10 s \| \| 5. \| Mikel Landa \| Spanien \| Soudal Quick-Step \| + 4 min 40 s \| \| 6. \| Carlos Rodríguez \| Spanien \| Ineos Grenadiers \| + 5 min 23 s \| \| 7. \| Florian Lipowitz \| Deutschland \| Red Bull-Bora-Hansgrohe \| + 5 min 29 s \| \| 8. \| Adam Yates \| Vereinigtes Königreich \| UAE Team Emirates \| + 5 min 30 s \| \| 9. \| Felix Gall \| Österreich \| Decathlon-AG2R La Mondiale \| + 5 min 30 s \| \| 10. \| George Bennett \| Neuseeland \| Israel-Premier Tech \| + 5 min 46 s \| |                  |                        |                            |                  |
| |                  |                        |                            |                  |
| Quelle: ProCyclingStats |                  |                        |                            |                  |
| Gesamtwertung |                  |                        |                            |                  |
| Fahrer | Fahrer           | Land                   | Team                       | Zeit             |
| 1. | Ben O’Connor     | Australien             | Decathlon-AG2R La Mondiale | 47 h 37 min 35 s |
| 2. | Primož Roglič    | Slowenien              | Red Bull-Bora-Hansgrohe    | + 3 min 16 s     |
| 3. | Enric Mas        | Spanien                | Movistar Team              | + 3 min 58 s     |
| 4. | Richard Carapaz  | Ecuador                | EF Education-EasyPost      | + 4 min 10 s     |
| 5. | Mikel Landa      | Spanien                | Soudal Quick-Step          | + 4 min 40 s     |
| 6. | Carlos Rodríguez | Spanien                | Ineos Grenadiers           | + 5 min 23 s     |
| 7. | Florian Lipowitz | Deutschland            | Red Bull-Bora-Hansgrohe    | + 5 min 29 s     |
| 8. | Adam Yates       | Vereinigtes Königreich | UAE Team Emirates          | + 5 min 30 s     |
| 9. | Felix Gall       | Österreich             | Decathlon-AG2R La Mondiale | + 5 min 30 s     |
| 10. | George Bennett   | Neuseeland             | Israel-Premier Tech        | + 5 min 46 s     |

| Punktewertung | Punktewertung    | Punktewertung | Punktewertung              | Punktewertung |
| Fahrer        | Fahrer           | Land          | Team                       | Punkte        |
| ------------- | ---------------- | ------------- | -------------------------- | ------------- |
| 1.            | Wout van Aert    | Belgien       | Team Visma \| Lease a Bike | 243 P.        |
| 2.            | Kaden Groves     | Australien    | Alpecin-Deceuninck         | 162 P.        |
| 3.            | Pavel Bittner    | Tschechien    | Team dsm-firmenich PostNL  | 81 P.         |
| 4.            | Harold Tejada    | Kolumbien     | Astana Qazaqstan Team      | 80 P.         |
| 5.            | Pablo Castrillo  | Spanien       | Equipo Kern Pharma         | 73 P.         |
| 6.            | Ben O’Connor     | Australien    | Decathlon-AG2R La Mondiale | 68 P.         |
| 7.            | Primož Roglič    | Slowenien     | Red Bull-Bora-Hansgrohe    | 66 P.         |
| 8.            | Stefan Küng      | Schweiz       | Groupama-FDJ               | 59 P.         |
| 9.            | Jhonatan Narváez | Ecuador       | Ineos Grenadiers           | 57 P.         |
| 10.           | Mathias Vacek    | Tschechien    | Lidl-Trek                  | 57 P.         |

| Bergwertung | Bergwertung      | Bergwertung            | Bergwertung                | Bergwertung |
| Fahrer      | Fahrer           | Land                   | Team                       | Punkte      |
| ----------- | ---------------- | ---------------------- | -------------------------- | ----------- |
| 1.          | Adam Yates       | Vereinigtes Königreich | UAE Team Emirates          | 22 P.       |
| 2.          | Wout van Aert    | Belgien                | Team Visma \| Lease a Bike | 22 P.       |
| 3.          | Primož Roglič    | Slowenien              | Red Bull-Bora-Hansgrohe    | 18 P.       |
| 4.          | David Gaudu      | Frankreich             | Groupama-FDJ               | 18 P.       |
| 5.          | Jay Vine         | Australien             | UAE Team Emirates          | 17 P.       |
| 6.          | Sylvain Moniquet | Belgien                | Lotto Dstny                | 16 P.       |
| 7.          | Marc Soler       | Spanien                | UAE Team Emirates          | 16 P.       |
| 8.          | Marco Frigo      | Italien                | Israel-Premier Tech        | 14 P.       |
| 9.          | Pablo Castrillo  | Spanien                | Equipo Kern Pharma         | 13 P.       |
| 10.         | Filippo Zana     | Italien                | Team Jayco AlUla           | 11 P.       |

| Nachwuchswertung | Nachwuchswertung       | Nachwuchswertung       | Nachwuchswertung           | Nachwuchswertung  |
| Fahrer           | Fahrer                 | Land                   | Team                       | Zeit              |
| ---------------- | ---------------------- | ---------------------- | -------------------------- | ----------------- |
| 1.               | Carlos Rodríguez       | Spanien                | Ineos Grenadiers           | 47 h 42 min 58 s  |
| 2.               | Florian Lipowitz       | Deutschland            | Red Bull-Bora-Hansgrohe    | + 6 s             |
| 3.               | Mattias Skjelmose      | Dänemark               | Lidl-Trek                  | + 1 min 18 s      |
| 4.               | Matthew Riccitello     | Vereinigte Staaten     | Israel-Premier Tech        | + 33 min 19 s     |
| 5.               | Max Poole              | Vereinigtes Königreich | Team dsm-firmenich PostNL  | + 35 min 17 s     |
| 6.               | Isaac Del Toro         | Mexiko                 | UAE Team Emirates          | + 40 min 32 s     |
| 7.               | Mauri Vansevenant      | Belgien                | Soudal Quick-Step          | + 42 min 08 s     |
| 8.               | Giovanni Aleotti       | Italien                | Red Bull-Bora-Hansgrohe    | + 53 min 30 s     |
| 9.               | Cian Uijtdebroeks      | Belgien                | Team Visma \| Lease a Bike | + 1 h 01 min 28 s |
| 10.              | Valentin Paret-Peintre | Frankreich             | Decathlon-AG2R La Mondiale | + 1 h 02 min 16 s |

| Mannschaftswertung | Mannschaftswertung         | Mannschaftswertung           | Mannschaftswertung |
| Team               | Team                       | Land                         | Zeit               |
| ------------------ | -------------------------- | ---------------------------- | ------------------ |
| 1.                 | UAE Team Emirates          | Vereinigte Arabische Emirate | 142 h 53 min 04 s  |
| 2.                 | Red Bull-Bora-Hansgrohe    | Deutschland                  | + 19 min 24 s      |
| 3.                 | Decathlon-AG2R La Mondiale | Frankreich                   | + 20 min 24 s      |
| 4.                 | Groupama-FDJ               | Frankreich                   | + 38 min 24 s      |
| 5.                 | Ineos Grenadiers           | Vereinigtes Königreich       | + 41 min 46 s      |
| 6.                 | Team Visma \| Lease a Bike | Niederlande                  | + 52 min 09 s      |
| 7.                 | Israel-Premier Tech        | Israel                       | + 55 min 42 s      |
| 8.                 | Lidl-Trek                  | Vereinigte Staaten           | + 58 min 10 s      |
| 9.                 | Soudal Quick-Step          | Belgien                      | + 1 h 00 min 19 s  |
| 10.                | Movistar Team              | Spanien                      | + 1 h 13 min 23 s  |

## Ausgeschiedene Fahrer
- Lennert Van Eetvelt (Lotto Dstny) ging wegen Lungenprobleme nicht an den Start
- Kevin Geniets (Groupama-FDJ) gab die Etappe auf[4]